# Benzohydrazid
Benzohydrazid ist eine chemische Verbindung aus der Gruppe der Hydrazide.

## Gewinnung und Darstellung
Benzohydrazid kann durch Reaktion von Hydrazinhydrat mit Benzoesäureester oder Benzoylglycolsäureester gewonnen werden.

## Eigenschaften
Benzohydrazid ist ein beiger Feststoff, der leicht löslich in Wasser ist.

## Verwendung
Benzohydrazid wird als Zwischenprodukt zur Herstellung anderer chemischer Verbindungen verwendet.